# 호카어족

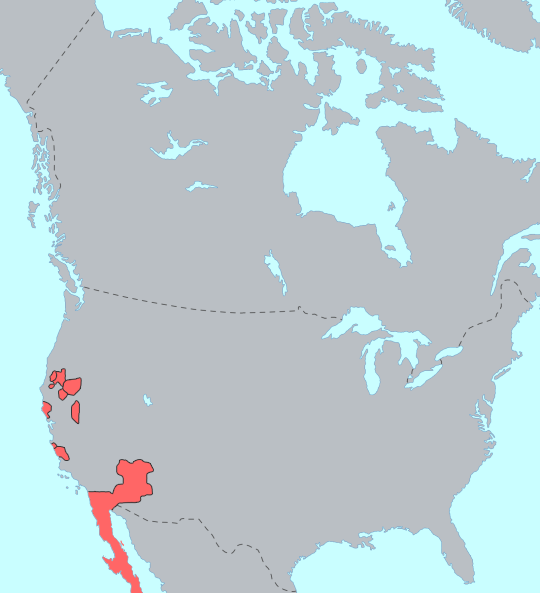
가설적인 호카어족의 분포

호카어족(Hokan languages)은 캘리포니아, 애리조나, 바하 칼리포르니아에 걸친 십수개의 소규모 언어들을 묶은 가설적 어족이다.
이름은 여러 언어에서 공통되는 "둘"을 의미하는 어휘에서 따온 것으로, 유마어족 조어의 *xwak, 세리어의 c-oocj (발음은 [koːkx]), 아추마위어의 ha'k 등이 있다.

## 이론의 역사
"호카어족 가설"은 1913년 롤랜드 버리지 딕슨(Roland Burrage Dixon)과 앨프리드 크로버(Alfred L. Kroeber)에 의해 처음 제시되어 에드워드 사피어가 이를 더욱 발전시켰다. 초기의 후속 연구에서는 이 언어 계열들이 서로 관련이 있다는 추가적 증거를 거의 발견하지 못하였으나, 1950년경부터 호카어족을 문서화하고 유사 어휘 목록으로부터 음운 대응을 정립하려는 시도가 증가함에 따라 가설에 무게가 실리기 시작하였다. 가설은 캘리포니아, 오리건, 메소아메리카 언어의 많은 전문가들로부터 지지를 얻었으나 여전히 학자들 사이에 몇몇 회의론이 남아있다.

## 언어
Kaufman (1988)이 규칙적인 음성 대응과 공통적인 핵심 어휘를 근거로 유지한 호카어족 언어는 다음과 같다. 샤스타-팔라이니 언어와 유마어족을 제외하면 모든 분파는 단일 언어이거나 분기가 얕은 어족이다.
- 치마리코어
- 야나어
- 카루크어
- 샤스타-팔라이니
  - 샤스타어족 (4)
  - 팔라이니어족 (2)
- 포모어족 (7)
- 와쇼어
- 에셀렌어
- 살리나어
- 유마어족 (12)
- 세리어
- 코아우일텍어
- 코메크루도어족 (3)
- 테키스틀라텍어족 (3)
- 히카케어족 (2)

## 같이 보기
- 추마시어족
- 펜우티어족